# 風冨山泰雅
風冨山 泰雅（かざふざん たいが、1984年4月6日 - ）は、カザフスタン・アクタウ出身で錦戸部屋所属の元大相撲力士。本名スエネシュ・クディバエフ（カザフ語: Сүйенеш Құдыбаев）。身長182cm、体重164kg。最高位は西幕下10枚目（2008年11月場所）。
カザフスタン出身だが、後述の泥酔騒動から明らかなようにムスリムではない。

## 来歴
カザフスタン代表のレスリングジュニア選手権で好成績を残したことを理由にカザフスタン相撲協会の協会員に大相撲を勧められて入門を決意する。自ら錦戸部屋にアプローチの手紙を送り、かくしてカザフスタンから初めて入門してきた力士として2003年11月場所で初土俵を踏む。序ノ口・序二段は共に1場所で通過したが、三段目通過には9場所を要している。2005年11月場所で初の幕下昇進を果たし、1度三段目へ落ちているが、その後はしばらく幕下へ定着し、2008年11月場所には自己最高位となる、西幕下10枚目まで番付を上げた。
その場所と翌2009年1月場所共に負け越した後、同年3月場所から4場所連続で全休し、土俵復帰した場所では序二段下位に落ちていた。復帰場所は7戦全勝とし、優勝決定戦で碧山に敗れるも、序二段では格の違いを見せ付けた。翌場所から6場所三段目の土俵を取り続けた後、2011年1月場所で幕下に復帰。それ以降は幕下に定着した。
2014年1月3日未明、東京・六本木界隈にて泥酔状態で歩いていた際に飲食店の門松を壊したとして、器物損壊の現行犯で警視庁麻布警察署に逮捕された。協会から厳重注意を受けたものの幸い師匠の錦戸が「本場所出場に支障はない」と示したことで直後の2014年1月場所を通常通り出場することができたが、3番相撲から負けっ放しで2勝5敗に終わった。この頃から次第に現役へのこだわりがなくなったため、同年9月場所限りで現役引退。引退後は故郷へ帰って仕事を探すという。
現在ではカザフスタン・マンギスタウでレスリングコーチをしており、2019年のインタビューでは将来的にはカザフスタン相撲連盟を設立し、現地の選手を日本に送り出したいと述べている。

## 各段昇進
- 初土俵：2003年11月場所
- 序ノ口：2004年1月場所
- 序二段：2004年3月場所
- 三段目：2004年5月場所
- 幕下：2005年11月場所

## 主な成績
- 通算成績：234勝185敗29休（65場所）
- 幕下成績：148勝139敗7休（42場所）
- 三段目成績：67勝44敗15休（18場所）

| | 一月場所 初場所（東京） | 三月場所 春場所（大阪） | 五月場所 夏場所（東京）   | 七月場所 名古屋場所（愛知） | 九月場所 秋場所（東京）   | 十一月場所 九州場所（福岡） |
| --- | ----------------------- | ----------------------- | ------------------------- | --------------------------- | ------------------------- | --------------------------- |
| 2003年 （平成15年） | x                       | x                       | x                         | x                           | x                         | （前相撲）                  |
| 2004年 （平成16年） | 西序ノ口33枚目 6–1      | 西序二段60枚目 6–1      | 東三段目92枚目 6–1        | 東三段目34枚目 3–4          | 西三段目51枚目 5–2        | 東三段目20枚目 2–4–1        |
| 2005年 （平成17年） | 東三段目42枚目 5–2      | 東三段目15枚目 4–3      | 西三段目4枚目 3–4         | 東三段目16枚目 4–3          | 東三段目6枚目 4–3         | 東幕下55枚目 3–4            |
| 2006年 （平成18年） | 東三段目7枚目 4–3       | 西幕下57枚目 4–3        | 東幕下47枚目 6–1          | 東幕下21枚目 4–3            | 東幕下16枚目 2–5          | 西幕下30枚目 4–3            |
| 2007年 （平成19年） | 東幕下24枚目 3–4        | 東幕下33枚目 3–4        | 西幕下45枚目 4–3          | 東幕下37枚目 4–3            | 東幕下30枚目 4–3          | 西幕下22枚目 3–4            |
| 2008年 （平成20年） | 西幕下32枚目 3–4        | 西幕下38枚目 5–2        | 東幕下23枚目 4–3          | 東幕下19枚目 4–3            | 西幕下15枚目 4–3          | 西幕下10枚目 3–4            |
| 2009年 （平成21年） | 西幕下17枚目 1–6        | 東幕下48枚目 休場 0–0–7 | 東三段目29枚目 休場 0–0–7 | 西三段目89枚目 休場 0–0–7   | 西序二段49枚目 休場 0–0–7 | 西序二段119枚目 7–0         |
| 2010年 （平成22年） | 東三段目98枚目 6–1      | 東三段目37枚目 5–2      | 東三段目14枚目 3–4        | 西三段目29枚目 5–2          | 東三段目3枚目 3–4         | 西三段目16枚目 5–2          |
| 2011年 （平成23年） | 西幕下53枚目 5–2        | 八百長問題 により中止   | 東幕下37枚目 5–2          | 西幕下15枚目 3–4            | 東幕下20枚目 4–3          | 西幕下16枚目 1–6            |
| 2012年 （平成24年） | 東幕下31枚目 2–5        | 西幕下49枚目 4–3        | 東幕下41枚目 6–1          | 東幕下17枚目 3–4            | 東幕下24枚目 3–4          | 西幕下31枚目 4–3            |
| 2013年 （平成25年） | 西幕下25枚目 4–3        | 西幕下18枚目 2–5        | 西幕下36枚目 3–4          | 西幕下46枚目 3–4            | 東幕下58枚目 5–2          | 東幕下38枚目 6–1            |
| 2014年 （平成26年） | 西幕下18枚目 2–5        | 東幕下34枚目 3–4        | 西幕下42枚目 4–3          | 東幕下33枚目 2–5            | 西幕下52枚目 引退 6–1–0   | x                           |
| 各欄の数字は、「勝ち-負け-休場」を示す。 優勝 引退 休場 十両 幕下 三賞：敢=敢闘賞、殊=殊勲賞、技=技能賞 その他：★=金星 番付階級：幕内 - 十両 - 幕下 - 三段目 - 序二段 - 序ノ口 幕内序列：横綱 - 大関 - 関脇 - 小結 - 前頭（「#数字」は各位内の序列） |                         |                         |                           |                             |                           |                             |

## 改名歴
- 風斧山 泰雅（かざふざん たいが） 2003年11月場所 - 2012年7月場所
- 風冨山 泰雅（かざふざん たいが） 2012年9月場所 - 2014年9月場所